# Mark Samoylovich Lisyansky
Mark Samoylovich Lisyansky (tiếng Nga: Марк Самойлович Лисянский, 13 tháng 1 năm 1913 – 30 tháng 8 năm 1993) – nhà thơ Nga, tác giả lời của nhiều bài hát nổi tiếng, trong đó có bài Moskva của ta là Bài ca chính thức của Thủ đô Nga (гимн столицы России).

## Tiểu sử
Mark Lisyansky sinh ở Odessa (nay là Cộng hòa Ucraina). Tuổi thơ sống ở thành phố Nikolaiev cho đến ngày học xong trung học. Những năm 1929 – 1932 làm thợ ở nhà máy đóng tàu Nikolaiev. Từ 1932 đến 1934 học ở trường Báo chí Moskva. Sau khi tốt nghiệp làm biên tập ở nhiều tờ báo của các tỉnh Ivanovo, Yaroslavl... Năm 1940 xuất bản tập thơ đầu tiên: Берег ở Yaroslavl.
Những năm Chiến tranh Vệ quốc Mark Lisyansky phục vụ trong quân đội. Đầu tiên làm trung đội trưởng tháo gỡ bom mìn, sau làm biên tập tờ báo Vào trận đánh vì Tổ quốc (В бой за Родину) và làm phóng viên chiến trường của nhiều tờ báo khác. Thơ viết ở chiến trường in trong các tập Моя земля, 1942; Фронтовая весна, 1942; От имени Черного моря, 1947.
Sau chiến tranh Mark Lisyansky sống ở Moskva. Ông là tác giả của các tập thơ: Моя земля, Золотая моя Москва, За весной весна, Такое время, За горами, за лесами, Спасибо... Ông cũng là tác giả phần lời của rất nhiều bài hát nổi tiếng từ thời chiến tranh cho đến tận ngày nay. Bài thơ Moskva của ta (Моя Москва) in ở tạp chí Thế giới mới năm 1941 được nhạc sĩ Isaak Dunayevsky phổ nhạc trở thành một biểu tượng của cuộc chiến chống phát xít xâm lược. Ngày 5 tháng 7 năm 1995 Hội đồng thành phố Moskva đã quyết định lấy bài hát này làm Bài ca chính thức của Thủ đô Nga.
Mark Lisyansky mất ngày 30 tháng 8 năm 1993 ở Moskva.

## Một số bài thơ
| Tình yêu là gì? Chúng mình chia tay trong ánh hoàng hôn Còn buổi chiều như ngôi sao xa lắc. Tình yêu là gì? Đó là gặp mặt Đến tận cùng, suốt thế kỷ, muôn năm. Con tàu đang bơi về chốn xa xăm Không đi khỏi những bàn tay lưu luyến. Bởi tình yêu không có bờ có bến Bởi tình yêu không ly biệt cách ngăn. Không hề có... Giã biệt! Chỉ tiếng vang Của lời "giã biệt" nhắc đi nhắc lại! Xa tình yêu không một ai đi khỏi Không một ai đi khỏi được với tình. Không ai, không gì thay thế được em Anh và em – xa mà gần là thế. Tình yêu là gì? Đó là gặp gỡ Đến tận cùng, suốt thế kỷ, muôn năm. Moskva của ta Thế gian này nhiều nơi đã từng đi Từng ở rừng, trong chiến hào, công sự Từng bị chôn sống đôi ba lần có lẻ Từng yêu trong u sầu, từng hiểu biệt ly. Nhưng ta quen tự hào về Mát-xcơva Dù ở đâu ta vẫn luôn nhắc mãi: Mát-xcơva thành phố vàng của ta Thủ đô của ta, thủ đô yêu dấu! Ta yêu những khu rừng nhỏ ngoại ô Yêu những cây cầu trên sông thành phố Yêu quảng trường của người – Quảng trường Đỏ Và ta yêu tiếng chuông của đồng hồ. Ở những thành phố, ở những vùng xa Ta nghe tiếng về thủ đô yêu dấu Mát-xcơva thành phố vàng của ta Thủ đô của ta, thủ đô yêu dấu! Ta nhớ về một mùa thu khốc liệt Lê sáng bừng và tiếng rú xe tăng Và tiếng thơm còn vọng mãi ngàn năm Hai mươi tám người con anh dũng nhất. Và kẻ thù không bao giờ có thể Bắt cúi đầu nổi thành phố của ta Mát-xcơva thành phố vàng của ta Thủ đô của ta, thủ đô yêu dấu! Bản dịch của Nguyễn Viết Thắng | Что такое любовь? На заре мы расстались, а вечер Так далек, как звезда далека. Что такое любовь? Это встреча Навсегда, до конца, на века. Теплоход в долгий рейс уплывает - Не уйти от протянутых рук. У любви берегов не бывает, У любви не бывает разлук. Не бывает... Прощай! Только эхо Повторяет «прощай» и «прости»! От любви никуда не уехать, От любви никуда не уйти. Заменить тебя некем и нечем. Я с тобой - далека и близка. Что такое любовь? Это встреча Навсегда, до конца, на века. Моя Москва Я по свету немало хаживал, Жил в землянке, в окопах, в тайге, Похоронен был дважды заживо, Знал разлуку, любил в тоске. Но Москвою привык я гордиться И везде повторял я слова: Дорогая моя столица, Золотая моя Москва! Я люблю подмосковные рощи И мосты над твоею рекой, Я люблю твою Красную площадь И кремлёвских курантов бой. В городах и далёких станицах О тебе не умолкнет молва, Дорогая моя столица, Золотая моя Москва! Мы запомним суровую осень, Скрежет танков и отблеск штыков, И в веках будут жить двадцать восемь Самых храбрых твоих сынов. И врагу никогда не добиться, Чтоб склонилась твоя голова, Дорогая моя столица, Золотая моя Москва! |